# Ferreirinha-comum

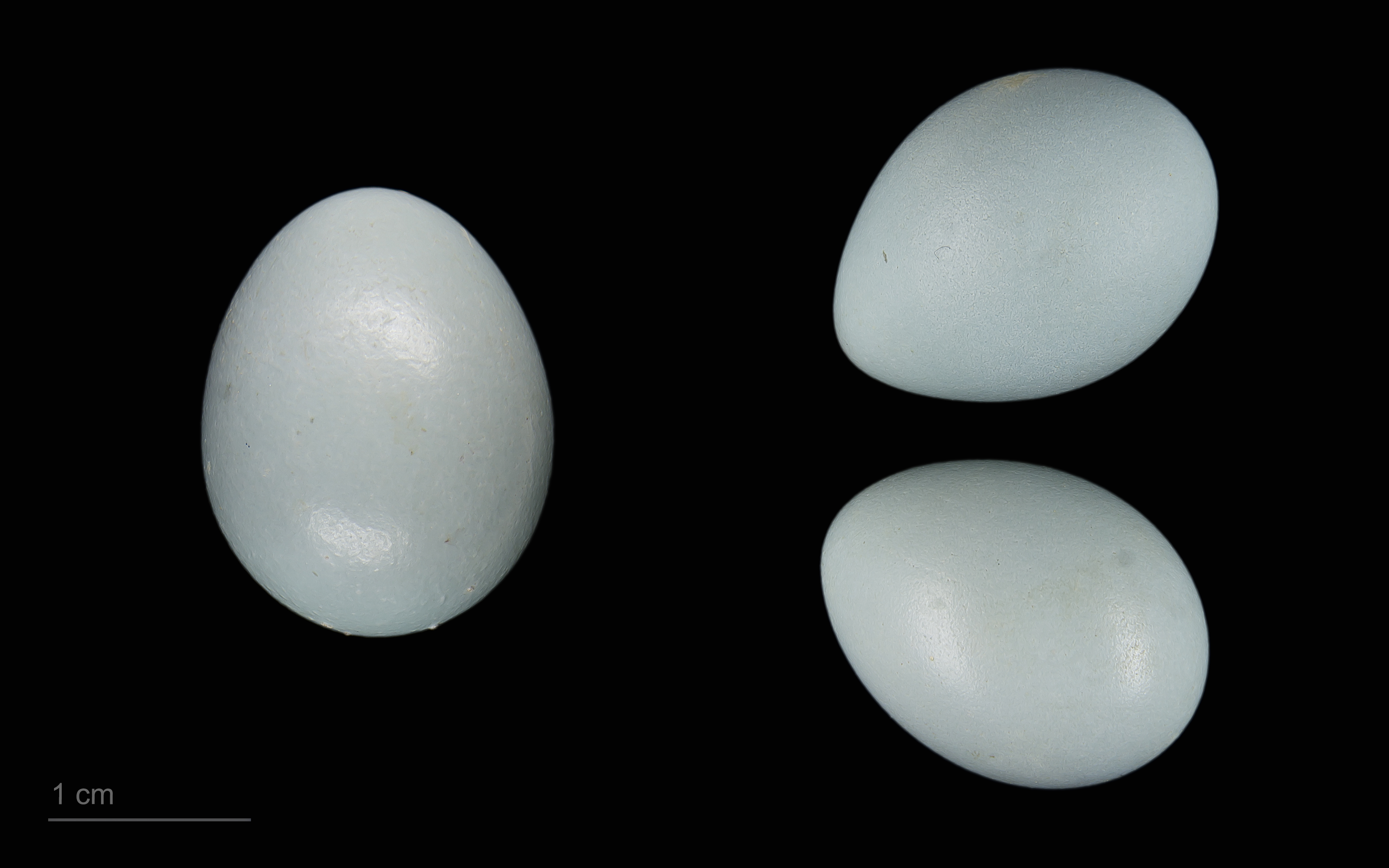
Cuculus canorus canorus em um ninho de Prunella modularis - MHNT

A ferreirinha-comum (Prunella modularis) é uma ave da família Prunellidae.
Tem cerca de 14,5 cm de comprimento, caracterizando-se pela plumagem escura, de tons castanhos e cinzentos, e pelo bico fino.
Frequenta matagais, com ou sem árvores, nidificando entre os arbustos. Em Portugal é uma espécie residente na metade norte do território e invernante no resto do país.